# الیمپوس سی-۱۵۰
الیمپوس سی-۱۵۰ (به انگلیسی: Olympus C-150) یک دوربین عکاسی ساخت شرکت الیمپوس است.